# Aage Holm-Pedersen
Aage Holm-Pedersen (født 6. maj 1927 i Aarhus, død 29. maj 2016) var en dansk journalist og landsholdspiller i håndbold. Bortset fra fem års afstikker til Politiken tilbragte han næsten hele sin erhvervskarriere på Århus Stiftstidende, hvor han endte som chefredaktør fra 1981 til sin pensionering i 1994, heraf de sidste 12 år som ansvarshavende chefredaktør.
Han spillede i perioden 1949-58 i alt 44 kampe som venstre fløj og stregspiller for håndboldlandsholdet i hvilke han scorede 96 mål, og han blev udtaget til verdensholdet ved både VM i 1954 og VM i 1958. Helt usædvanligt spillede han sine sidste 11 landskampe som andetholdsspiller i AGF.
På håndboldbanen huserede han som en hurtig, lille og elegant venstre fløj med et stort skudrepertoire, og han begejstrede mange, når han i vandret stil kom flyvende og hamrede bolden ind i målets lange hjørne. Han spillede hele sin klubkarriere i AGF, bortset fra et enkelt år for USG i København, mens han var under uddannelse på Danmarks Højskole for Legemsøvelser.

## Biografi
Aage Holm-Pedersens håndboldkarriere begyndte i mellemskolen på Aarhus Katedralskole. Senere kom han til AGF, hvor han huserede som en hurtig, lille og elegant venstre fløj med et stort skudrepertoire, og han begejstrede mange, når han i vandret stil kom flyvende og hamrede bolden ind i målets lange hjørne. Han spillede hele sin klubkarriere i AGF, bortset fra et enkelt år for USG i København, mens han var under uddannelse på Danmarks Højskole for Legemsøvelser. Under opholdet i København boede han i huset hos den navnkundige Knud Lundberg, der var på landsholdet i både fodbold, håndbold og basketball og var på landsholdet i alle tre sportsgrene. Holm-Pedersen fortalte: "Alle hans holdkammerater kom i det hus, hvor jeg boede på første sal. Der var simpelt hen åbent hus, og det var ret morsomt."
Han spillede i perioden 1949-58 i alt 44 kampe som venstre fløj og stregspiller for håndboldlandsholdet, i hvilke han scorede 96 mål, og han blev udtaget til verdensholdet ved både VM i 1954 og VM i 1958. Fem af landskampene (og 13 af målene) blev opnået i markhåndbold. Han debuterede i træningskampen mod Norge i Hamar den 19. juni 1949 og bidrog med én scoring til den danske sejr på 15-6, og han spillede sin sidste landskamp den 16. marts 1958 i 14-17-nederlaget til Sverige i Helsingborg. Helt usædvanligt spillede han sine sidste 11 landskampe, herunder alle kampene under VM i 1958, som andetholdsspiller i AGF, og seriespilleren fra Aarhus blev endda efter slutrunden udtaget til verdensholdet.
Både på klub- og landsholdet var hans samarbejde med Paul Locht forbilledligt. De to kunne nærmest finde hinanden i blinde.
Aage Holm-Pedersen var med til at vinde det første DM i håndbold til AGF i sæsonen 1956-57, hvorefter han trappede ned på elitesporten til fordel for journalistikken.
Efter karrierestoppet med håndbolden på topplan fortsatte Holm-Pedersen med at spille både håndbold og tennis i på motionsplan i AGF. Han spillede sin sidste håndboldkamp i serie 2 i 2009 som 82-årig, og det var endda ikke fysikken, der fik ham til at lægge håndbolden på hylden. Årsagen var til gengæld den harpiks, som bruges i moderne håndbold, og som ødelagde hans fingre. Indtil et par år før hans død, spillede han tennis op til tre gange om ugen, bl.a. med sin gamle holdkammerat fra storhedstiden i AGF, Leif Gelvad.
Aage Holm-Pedersen sad endvidere i bestyrelsen i AGF Håndbold frem til han fyldte 82 år og skrev i en lang årrække Aarhus Håndbolds kampprogram og redigerede AGF Håndbolds netavis på hjemmesiden. For sin livslange indsats for AGF fik Holm-Pedersen i 2003 overrakt foreningens højeste udmærkelse, AGF's hæderstegn i guld. Men nålen fik aldrig sin plads i reversen, da han var for beskeden til at ville bære den.
Efter endt uddannelse som cand.mag. i engelsk og idræt kom han i 1953 til Idrætsbladet, hvor han dog ikke fandt sig til rette, så turen gik hurtigt hjem til Aarhus og Århus Stiftstidende, hvor han var sportsjournalist fra 1954 til 1959. Herefter tilbragte han fem år som sportsredaktør og udenrigsreporter på Politiken. Holm-Pedersen forlod gradvist sporten som stofområde, og da ingen havde lyst til at dække oprøret i Demokratiske Republik Congo, slog han til og tog af sted. Det var dengang, Patrice Lumumba var en vild leder, der kunne holde flammende taler.
I 1964 vendte tilbage til Århus Stiftstidende, hvor han blev udenrigsredaktør og opbyggede en redaktion på fem mand. Udlandsredaktionen var dengang noget anderledes end i dag. "Vi rejste hele tiden, lavede reportager, og vi havde The New York Times' nyhedstjeneste, så læserne var godt dækket med udlandsstof," forklarede han ved sin 85-års fødselsdag.
Aage Holm-Pedersen har selv betegnet historien om Saigons fald som sin bedste avishistorie. Han var i Vietnam fem gange for at dække Vietnamkrigen, undertiden fra Cambodja, og han var i Saigon, da nordvietnameserne var ved at overtage byen. Sammen med en kollega fra New York Times hyrede han to motorcykler med chauffører og kørte ud, hvor nordvietnameserne kom. Tusindvis flygtede i den modsatte retning, men de to journalister fik deres historier, og halvanden dag senere faldt Saigon. Holm-Pedersen kom ud af byen ed at bestikke en medarbejder på et rejsebureau til at få en flybillet og var så heldig at have dollars på sig. Han var også glad for historierne om danskeren Henning Becker, som hjalp flere end 100 vietnamesiske børn til Danmark. Selv havde han en af dem boende i et halvt år. De snød mange af dem ud af Vietnam ved at de fik falske navne, for kun ægte vietnamesere måtte komme ud.
På Århus Stiftstidende gik han fra udlandsredaktionen til chefredaktør i 1981, og da den ansvarshavende chefredaktør, Erik Schmidt, døde kort tid efter, overtog han også den post, indtil han i 1994 faldt for aldersgrænsen, der dengang var 67 år. Men han havde fortsat masser af energi og fortsatte med at skrive indtil 2002.